# Гейхера
Ге́йхера (лат. Heuchera) — род многолетних травянистых растений семейства Камнеломковые. Назван в честь немецкого врача и ботаника Иоганна Генриха фон Гейхера (1677—1746).
Растения высотой до 50 см. Листья главным образом прикорневые, длинночерешковые. Цветки многочисленные мелкие красные, розовые, зеленоватые или беловатые, в метельчатых соцветиях.
Ценные и широко культивируемые декоративные растения, особенно гейхера кроваво-красная (Heuchera sanguinea): её садовые формы и сорта гибридного происхождения объединяют под названием гейхера гибридная (Heuchera hybrida).

## Распространение
Род Heuchera является наиболее богатым видами родом семейства Камнеломковые. Эти виды встречаются исключительно в Северной Америке: в Мексике (5 видов) и к северу от неё (32 вида). Многие виды растут в горных районах, часто у берегов рек. Некоторые были найдены в экстремальных местах обитания, так, напр., Heuchera maxima растёт на открытых скалистых берегах островов Чаннел, или гейхера кроваво-красная, которая растёт в тёплых и сухих каньонах Аризоны.

## Классификация
Название рода Heuchera было введено в 1753 году Карлом Линнеем в Species Plantarum, 1, с. 226. Номенклатурный тип — Heuchera americana L.
По информации базы данных The Plant List, род включает 58 видов:
- Heuchera abramsii Rydb.
- Heuchera aceroides Rydb. ex Small
- Heuchera acutifolia Rose
- Heuchera alpestris Rosend., Butters & Lakela
- Heuchera alpina (S. Watson) Blank.
- Heuchera americana L. typus — Гейхера американская
- Heuchera amoena Rosend. & Butters & Lakela
- Heuchera bracteata (Torr.) Ser.
- Heuchera brevistaminea Wiggins
- Heuchera caespitosa Eastw.
- Heuchera calycosa Small
- Heuchera caroliniana (Rosend., Butters & Lakela) E.F. Wells
- Heuchera chlorantha Piper
- Heuchera curtisii Torr. & A. Gray
- Heuchera cusickii Rosend., Butters & Lakela
- Heuchera cylindrica Douglas — Гейхера цилиндрическая
- Heuchera duranii Bacig.
- Heuchera eastwoodiae Rosend., Butters & Lakela
- Heuchera elegans Abrams
- Heuchera glabella Torr. & A. Gray
- Heuchera glabra Willd. ex Roem. & Schult.
- Heuchera glomerulata Rosend., Butters & Lakela
- Heuchera hallii A. Gray
- Heuchera halstedii Rydb.
- Heuchera hemsleyana Rosend., Butters & Lakela
- Heuchera hirsuticaulis (Wheelock) Rydb.
- Heuchera hirsutissima Rosend., Butters & Lakela
- Heuchera hispida Pursh
- Heuchera lancipetala Rydb.
- Heuchera leptomeria Greene
- Heuchera longiflora Rydb.
- Heuchera macrorhiza Small
- Heuchera maxima Greene — Гейхера крупная
- Heuchera merriamii Eastw.
- Heuchera mexicana W. Schaffn. ex Rydb.
- Heuchera micrantha Douglas ex Lindl. — Гейхера мелкоцветковая
- Heuchera missouriensis Rosend.
- Heuchera nana (A. Gray) Rydb.
- Heuchera novamexicana Wheelock
- Heuchera orizabensis Hemsl.
- Heuchera ovalifolia Torr. & A. Gray — Гейхера овальнолистная
- Heuchera parishii Rydb.
- Heuchera parviflora Bartl. — Гейхера мелкоцветковая
- Heuchera parvifolia Nutt. ex Torr. & A. Gray — Гейхера мелколистная
- Heuchera pilosissima Fisch. & C.A. Mey.
- Heuchera pringlei Rydb.
- Heuchera puberula Mack. & Bush
- Heuchera pubescens Pursh
- Heuchera pulchella Wooton & Standl. — Гейхера хорошенькая
- Heuchera reglensis Rydb.
- Heuchera richardsonii R. Br.
- Heuchera rubescens Torr.
- Heuchera sanguinea Engelm. — Гейхера кроваво-красная
- Heuchera scabra Rydb.
- Heuchera tenuifolia (Wheelock) Rydb.
- Heuchera townsendii Rydb.
- Heuchera versicolor Greene
- Heuchera villosa Michx.

Искусственно получены гибриды между Heuchera и Tiarella: ×Heucherella.

## Применение в ландшафтном дизайне
Благодаря широкой палитре окрасок листьев и неприхотливости гейхера широко применяется в ландшафтном дизайне и коллекционных садах.   
Используется в городском озеленении, контейнерном озеленении, в альпийских горках, миксбордерах, цветниках, при блочных посадках, в бордюрных посадках и срезке.  
В селекции новых сортов прослеживаются два направления — выведения форм с необычной окраской листа — декоративнолиственные — и выведение сортов с эффектным цветением — красивоцветущие. 

### Агротехника
Гейхеры довольно неприхотливы — теневыносливы, морозостойкие, растут на любых окультуренных почвах. Могут расти как на открытом солнце, так и в теневых местах, но наиболее оптимальные условия для большинства сортов — скользящая тень, хороший дренаж, легкая плодородная почва с нейтральной реакцией, ежегодное окучивание и мульчирование. Мульчирование опавшими листьями понравится всем сортам, особенно светлоокрашенным.
Раз в 3–5 лет гейхеру необходимо омолаживать. Подобно стареющим кустам земляники, розетки гейхеры нарастают и приподнимаются, почки оказываются выше уровня земли, и в неблагоприятную зиму растения могут выпасть. 
Гейхеры практически не поражаются вредителями и болезням. Иногда могут повреждаться слизнями. Может заболевать мучнистой росой и пятнистостью листьев.  
Размножают гейхеру семенами, черенками и делением куста.  